# Fundación Avina
Fundación Avina  es una fundación latinoamericana enfocada en generar y apoyar procesos colaborativos que mejoran la calidad de los vínculos entre emprendedores, empresas, organizaciones de la sociedad civil, el sector académico e instituciones gubernamentales para contribuir juntos al bien común.

## Historia
AVINA fue fundada en 1994 con el objetivo inicial de fortalecer las iniciativas de líderes sociales y empresariales en América Latina para promover el desarrollo sostenible en la región por el empresario suizo Stephan Schmidheiny. AVINA está sustentada por VIVA Trust, fideicomiso creado para impulsar el desarrollo sostenible mediante una alianza entre la empresa privada exitosa y las organizaciones filantrópicas que promueven el liderazgo.
Actualmente, la organización incorpora elementos y aprendizajes de sus etapas anteriores para agregar valor a los procesos colaborativos que se desarrollan en la sociedad y enfoca sus actividades con los aliados donde identifica oportunidades de impacto relevantes para toda la región. En su vigésimo aniversario, Fundación AVINA expandió su foco de incidencia. Ejemplos concretos de esa nueva fase son la participación de la organización en la Alianza Global por el Agua, el Índice de Progreso Social y la creación de WTT.

## Inversión en Latinoamérica
El volumen total de recursos movilizados por AVINA en el 2013 a favor de las oportunidades de impacto superó los 49 millones de dólares. AVINA invirtió directamente 12,6 millones de dólares en 504 iniciativas de sus aliados a lo largo del continente. Adicionalmente, ayudó a canalizar otros 27 millones de dólares de otras instituciones financiadoras hacia las organizaciones e iniciativas de aliados. 
Desde 1994, el aporte programático total de AVINA ha sido superior a 500 millones de dólares.

## Impacto
Según las tendencias políticas, económicas, sociales y ambientales en América Latina para los próximos 10 años, Fundación AVINA identificó lo que considera son algunos de los retos más relevantes de la región.
•	Bioma Amazónico
•	Reciclaje Inclusivo y Solidario
•	Ciudades Sustentables
•	Energía
•	Acceso al Agua
•	Migraciones
•	Industrias Extractivas
•	Gran Chaco Americano
•	Institucionalidades Públicas.

## Funcionamiento
AVINA actúa en 21 países y tiene equipos locales presentes en 15 países y trabaja a través de alianzas con los actores y organizaciones en cada país. 
Para maximizar la distribución de los 100 colaboradores en la región, AVINA trabaja de forma virtual, sobre una base de 14 entidades legales, múltiples oficinas y salas de trabajo. La coordinación entre equipos, culturas, idiomas, entidades, monedas y países se maneja con eficiencia gracias a sistemas tecnológicos robustos y protocolos gerenciales claros y consistentes. 
Para alcanzar su objetivo de impacto, AVINA invierte en cuatro activos institucionales:
•	Capital social: la capacidad de articularse con una masa crítica de aliados y diversos actores con potencial de incidir en las políticas públicas e influenciar la sociedad.
•	Excelencia operativa: la capacidad de análisis, las plataformas de coordinación y las habilidades gerenciales que potencien el equipo para crear condiciones que favorecen el cambio.
•	Valor intelectual: la capacidad de transformar el aprendizaje de AVINA en método de creación de valor que fortalezca sus acciones y oriente la formación de su equipo.
•	Comunicación: la capacidad de formular relatos y mensajes que se difundan dentro y fuera de la región para agregar valor concreto a las acciones de transformación en América Latina.